# Pardies
 Pardies  (en occitano Pardias) es una población y comuna francesa, en la región de Aquitania, departamento de Pirineos Atlánticos, en el distrito de Oloron-Sainte-Marie y cantón de Monein.

## Demografía
| 759 | 784 | 760 | 721 | 824 | 828 | 818 | 794 | 758 | 652 | 693 | 700 | 748 | 770 | 758 | 712 | 737 | 696 | 656 | 655 | 601 | 610 | 581 | 554 | 506 | 548 | 858 | 945 | 1 060 | 1 042 | 1 029 | 999 | 939 |
| Para los censos de 1962 a 1999 la población legal corresponde a la población sin duplicidades (Fuente: INSEE [Consultar]) |     |     |     |     |     |     |     |     |     |     |     |     |     |     |     |     |     |     |     |     |     |     |     |     |     |     |     |       |       |       |     |     |

## Economía
La principal actividad es la agrícola (ganadería,maíz)